# Сент-Клер (округ, Алабама)
Шаблон:StateAbbr_ 33°42′57″ пн. ш. 86°19′05″ зх. д. / 33.715833° пн. ш. 86.318056° зх. д.
Сент-Клер (англ. St. Clair County) — округ (графство) у штаті Алабама США. Ідентифікатор округу 01115.

## Етимологія
Округ названий на честь Артура Сент-Клера, учасника війни за незалежність США.

## Історія
Округ утворений 1818 року.

## Демографія
За даними перепису
2000 року
загальне населення округу становило 64742 осіб, зокрема міського населення було 8136, а сільського — 56606.
Серед мешканців округу чоловіків було 32652, а жінок — 32090. В окрузі було 24143 господарств, 18437 родин, які мешкали в 27303 будинках.
Середній розмір родини становив 3,01.
Віковий розподіл населення поданий у таблиці:
| Стать    | До 15 років | 15-21 | 22-29 | 30-39 | 40-49 | 50-65 | 65-85 | Понад 85 |
| -------- | ----------- | ----- | ----- | ----- | ----- | ----- | ----- | -------- |
| Чоловіки | 7199        | 3020  | 3439  | 5247  | 5086  | 5468  | 3022  | 171      |
| Жінки    | 6466        | 2669  | 3223  | 4963  | 4837  | 5547  | 3872  | 513      |

## Суміжні округи
- Етова — північ
- Калгун — схід
- Талладіга — південний схід
- Шелбі — південний захід
- Джефферсон — захід
- Блаунт — північний захід

## Виноски
1. ↑  American FactFinder. Бюро перепису населення США. Архів оригіналу за 26 лютого 2012. Процитовано 31 січня 2008. [Архівовано 2008-05-21 у Wayback Machine.]
2. ↑  Oregon: Population of Counties by Decennial Census: 1900 to 1990 — Бюро перепису населення США (англ.)
3. ↑  http://factfinder2.census.gov
4. ↑  Архівована копія. Архів оригіналу за 11 серпня 2012. Процитовано 20 травня 2012.{{cite web}}:  Обслуговування CS1: Сторінки з текстом «archived copy» як значення параметру title (посилання)